# Jaufen (Ammergauer Alpen)
Der Jaufen ist ein Berg in den Ammergauer Alpen auf dem Gebiet der Gemeinde Halblech.
Er gehört mit Roßstallkopf, Baumgartenkopf und Schwarzenkopf zu einer Reihe selten besuchter Berge nördlich des Klammspitzkamms und kann nur weglos erreicht werden.
Zwischen Jaufen und Klammspitzkamm liegt der Trauchgauer Roßgarten, ein abgeschiedenes Hochkar.

## Galerie

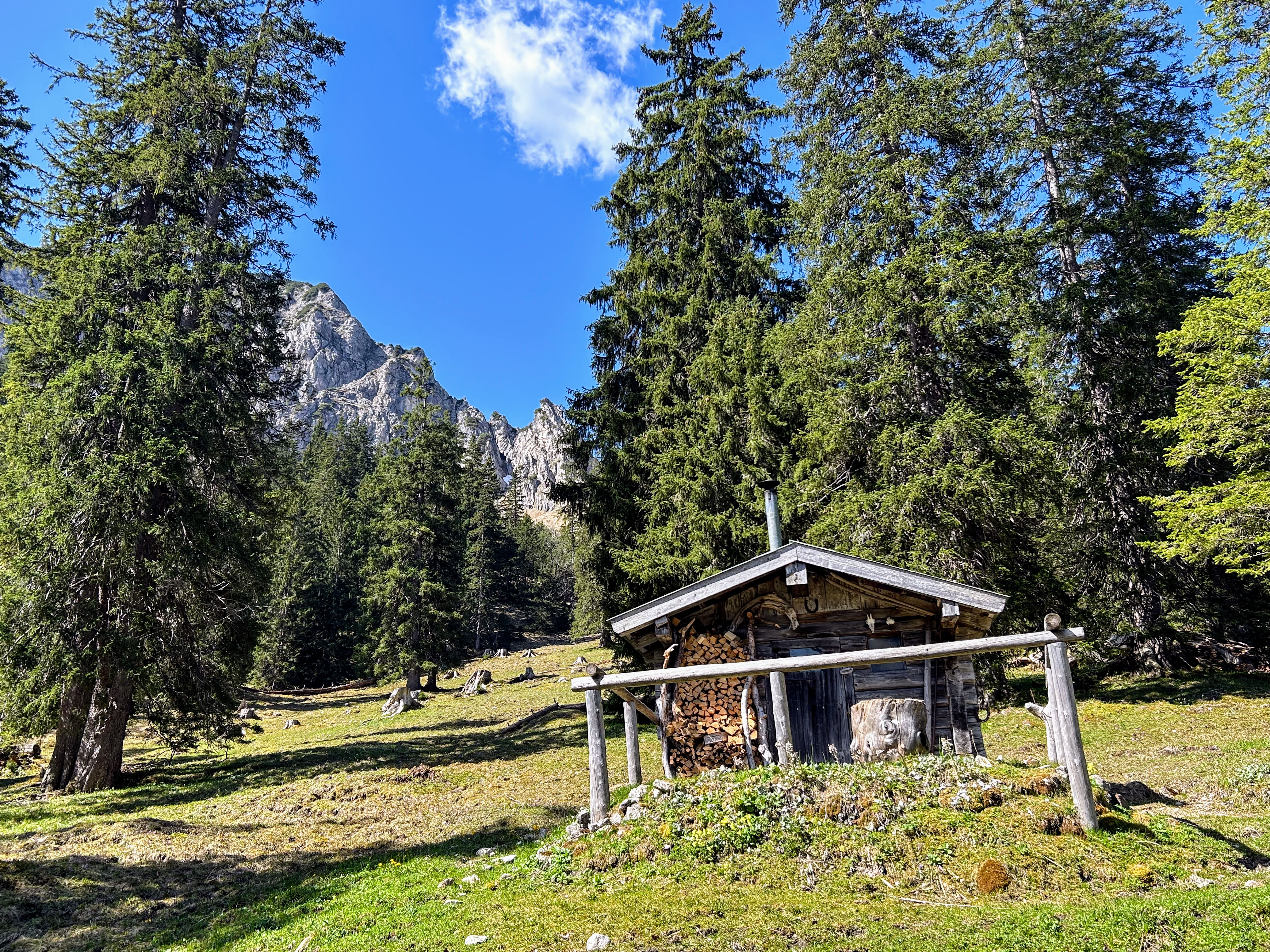
Hirtenhütte im Trauchgauer Roßstall unterhalb des Jaufen